# Helena Orlicz-Garlikowska

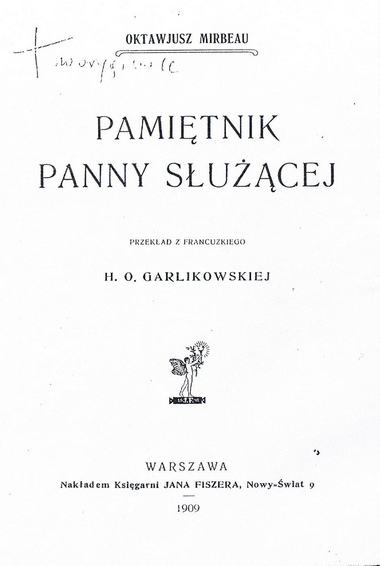
Strona tytułowa polskiego przekładu Pamiętnika panny służącej autorstwa Heleny Orlicz-Garlikowskiej z 1909.

Helena Orlicz-Garlikowska (z domu Piskorska, ur. 1876, zm. 1934) – polska artystka dramatyczna (w latach 1896—1900), powieściopisarka i tłumaczka (od 1901). Autorka kilku tomów powieści i nowel.
Orlicz to jej pseudonim literacki, podpisywała się także jako H. O. Garlikowska.
Przetłumaczyła na język polski m.in. książkę Octave'a Mirbeau Pamiętnik panny służącej.